# Som-hi
Som-hi: mena de periòdic quinzenari, polític-satíric que apareixerà un cop cada vegada va ser un setmanari satíric aparegut a Reus el 1931.

## Història
L'adveniment de la República fa sortir el sentiment anticlerical dels republicans i persones d'esquerra en general, que ja s'havia fet evident a Reus durant el sexenni revolucionari. Aquesta publicació, i d'altres de la premsa satírica de l'època llencen atacs contra els sectors catòlics més conservadors. De Som-hi només se'n coneix un número, que va sortir el 19 de desembre de 1931, que té un contingut força polititzat i radical, republicà, anticlerical i antiborbònic. Emparat per la nova legalitat, Som-hi es fa ressò de totes les irregularitats comeses pels sectors catòlics i les denunciarà, com per exemple la celebració de processons il·legals que acostumaven a convertir-se en manifestacions antigovernamentals. Tracta temes locals des del punt de vista social, amb noms i cognoms. No proclama directament el seu nacionalisme, encara que s'hi entreveu, però atacarà personatges com Macià o Ventura Gassol. Polemitzà amb Les Circumstàncies.
En la seva presentació diu: "Nosaltres estem de bon humor, encara que hi ha estones que les coses que veiem al redós ens el fan perdre. Però això de perdre el bon humor, pot ser que a la fi sigui una cosa bona per a trots. Així podrem, quan les coses s'ho mereixin, parlar un xic seriosament. Perquè, parlant amb franquesa, hi ha coses que no es poden prendre de broma..."
S'imprimia a la Impremta Diana, amb 6 pàgines a dues columnes i un format de 32 x 22'5 cm.

## Localització
- Biblioteca Central Xavier Amorós. Reus.[4]